# Galina Stepanskaja
Galina Andreevna Stepanskaja (in russo Галина Андреевна Степанская?; Leningrado, 27 gennaio 1949) è un'ex pattinatrice di velocità su ghiaccio sovietica, dal 1991 russa.

## Palmarès

### Olimpiadi
- 1 medaglia:
  - 1 oro (Innsbruck 1976 nei 1500 metri)

### Mondiali - Completi
- 2 medaglie:
  - 2 argenti (Keystone 1977; Helsinki 1978)